# Stoke Prior (Herefordshire)
Stoke Prior – wieś w Anglii, w hrabstwie Herefordshire. Leży 17 km na północ od miasta Hereford i 194 km na północny zachód od Londynu.